# Friedrich Schmidt
Friedrich Schmidt (Hartefeld, 5 de març de 1840 - Münster, 27 d'abril de 1923) fou un eclesiàstic i compositor alemany. El 1864 fou ordenà sacerdot i des de 1866 dirigí el cor de la catedral de Münster; de 1889 a 1899 fou president general de la federació de cors catòlics Allgemeiner Cäcilien-Verband für Deutschland. El 1890 s'encarregà de la direcció de les Fliegende Blätter für Katholische kirchenmusik. El mateix any rebé el títol de cambrer secret del papa Lleó XIII. Entre les seves composicions hi figuren misses, motets, lletanies i exercicis per a orgue, i junts amb Fr. Diebels publicà el 1875 un manual per a l'ensenyament de la música d'església Theoretisch-praktische-Unterweisung in der Katholischen Kirchenmusik für Gymnasien, Lehrerseminarien ... (Ensenyament de la música religiosa catòlica par a gimnàsos, seminaris...). El 1902 la Universitat de Münster li nomenà Doctor honoris causa.